# Државни пут 26
Пут 26 је државни пут првог Б реда у западном делу Србије, који повезује Београд са Подрињем и, даље, са Сарајевом у Босни и Херцеговини. Пут у целости на подручју Средишње Србије.
Постојећи пут М19 је већим делом магистрални пут са две саобраћајне траке. Део од Београда до градске обилазнице код Остружнице је у виду савременог магистрачног пута са 4 траке.

## Постојеће деонице пута
| Број деонице | Име деонице                                    | Дужина | Коментар                                                                               |
| ------------ | ---------------------------------------------- | ------ | -------------------------------------------------------------------------------------- |
| 0220/1193    | Београд (Мостарска петља) - Београд (Чукарица) | 3,0    | Преклоп са путем М22 кроз Београд; Градска деоница у виду булевара са 4 траке          |
| 0158         | Београд (Чукарица) - Железник                  | 6,7    | Магистрални пут са 4 траке                                                             |
| 0159         | Железник - Остружница                          | 3,0    | Укрштање са Обилазницом Београда код Остружнице Престанак магистралног пута са 4 траке |
| 1591         | Остружница - Умка                              | 6,8    | Укрштање са путем Р107 у Умки                                                          |
| 0160         | Умка - Барич                                   | 8,0    | Укрштање са путем Р201 у Баричу                                                        |
| 0161         | Барич - Обреновац                              | 2,0    | Укрштање са путем Р101 у Обреновцу                                                     |
| 0162         | Обреновац - Рвати                              | 1,0    | Преклоп са путем Р101 кроз Обреновац                                                   |
| 0163         | Рвати - Дебрц                                  | 28,5   | Укрштање са путем Р206 у Дебрцу                                                        |
| 0164         | Дебрц - Звезд                                  | 5,0    | Укрштање са путем Р207 у Звезду                                                        |
| 1641         | Звезд - Прово                                  | 1,1    | Преклоп са путем Р207 кроз Звезд                                                       |
| 0165         | Прово - Думача                                 | 13,5   | Укрштање са путем М21 на Думачи                                                        |
| 0166         | Думача - Шабац 2                               | 0,8    | Преклоп са путем М21; Градска деоница                                                  |
| 1662         | Шабац 2 - Шабац 4                              | 1,4    | Укрштање са путем Р207 у Шапцу; Градска деоница                                        |
| 1663         | Шабац 4 - Шабац 5                              | 2,5    | Укрштање са путем Р127 у Шапцу; Градска деоница                                        |
| 0167         | Шабац 5 - Мајур                                | 6,0    | Укрштање са путем Р209 у Мајуру                                                        |
| 0168         | Мајур - Змињак                                 | 14,9   | Укрштање са путем Р208а у Змињаку                                                      |
| 0169         | Змињак - Прњавор                               | 7,4    | Укрштање са путем Р210 у Прњавору                                                      |
| 0170         | Прњавор - Липнички Шор                         | 18,1   | Укрштање са путем Р257 у Липничком Шору                                                |
| 0171         | Липнички Шор - Лозница 1                       | 8,0    | Укрштање са путем М14.1 у Лозници                                                      |

## Будућност
Постојећи пут М19 је већим делом магистрални пут са две саобраћајне траке. Део од Београда до градске обилазнице код Остружнице је у виду савременог магистралног пута са 4 траке.
По важећем просторном плану републике Србије није предвиђено унапређење датог пута у ауто-пут, већ се пут задржава у данашњим оквирима уз савремено одржавање.